# 砂盤唇鱨
砂盤唇鱨，為輻鰭魚綱鯰形目倒立鯰科盤唇鱨屬的其中一種，該物種分布於非洲喀麥隆Lokunje河流域，體長可達4.4公分，被IUCN列為次級保育類動物。

## 扩展阅读
維基物種上的相關：砂盤唇鱨